# Halloween 2 (film 1981)
Halloween 2 (inne tłum. Halloween 2: Wigilia Wszystkich Świętych) – film fabularny (horror z podgatunku slasher) w reżyserii Ricka Rosenthala z 1981 roku. Film jest kontynuacją wydarzeń przedstawionych w pierwszej części serii – Halloween (1978). Główne role powtórzyli Jamie Lee Curtis i Donald Pleasence.
Istnieje także wersja telewizyjna filmu, znana jako „wersja Ricka Rosenthala” (tzw. director’s cut).
W marcu 2009 roku wszczęto prace nad remakiem Halloween 2, którego realizacji podjął się Rob Zombie. Premiera filmu miała miejsce pół roku później.

## Zarys fabularny
Film rozpoczyna się dokładnie w tym momencie, w którym zakończyła się część pierwsza filmu. Laurie Strode, która cudem uniknęła śmierci z rąk śmiercionośnego Michaela Myersa, trafia do miejscowej kliniki, będąc w silnym szoku. Nie wie, dlaczego brat pozbawił życia jej przyjaciółki i chciał zabić ją. Doświadcza także tajemniczych retrospekcji. Tymczasem w kierunku szpitala, w którym dziewczyna przebywa, podąża żądny krwi Myers... Doktor Samuel J. Loomis – wieloletni terapeuta psychopaty – wraz z policją przeszukuje miasto, by znaleźć podopiecznego i zapobiec kolejnej masakrze.

## Obsada
- Jamie Lee Curtis jako Laurie Strode
- Donald Pleasence jako dr Sam Loomis
- Charles Cyphers jako szeryf Leigh Brackett
- Lance Guest jako Jimmy
- Nancy Stephens as Marion Chambers
- Hunter von Leer jako zastępca szeryfa Gary Hunt
- Jeffrey Kramer as Graham
- Gloria Gifford jako oddziałowa Virginia Alves
- Tawny Moyer jako Jill Franco
- Ana Alicia jako Janet Marshall
- Pamela Susan Shoop jako Karen Bailey
- Leo Rossi as Budd Scarlotti
- Ford Rainey as dr Frederick Mixter
- Cliff Emmich as pan Garrett
- John Zenda jako marshal Terrence Gummell
- Dick Warlock jako
  - Michael Myers
  - policjant
- Anne Bruner jako Alice Martin
- Lucille Benson jako pani Elrod
- Catherine Bergstrom jako Debra Lane
- Dana Carvey jako asystent Debry Lane
- Jack Verbois as Bennett Tramer / fałszywy Michael Myers